# The Weekly Standard
The Weekly Standard est un hebdomadaire fondé en 1995, très proche des néoconservateurs et des républicains américains.  Il publie des auteurs néoconservateurs comme Robert Kagan et William Kristol.
Le 14 décembre 2018, Clarity Media Group a annoncé la fin de la publication du magazine.

## La guerre en Irak
Le Weekly Standard prit une part active dans la campagne de presse en faveur de la guerre d'Irak à destination de l'opinion américaine. 
Ainsi, en juin 2004, plus d'un an après la chute de Bagdad, un de ses journalistes Stephen F. Hayes put écrire 350 pages sur la connexion entre Al-Qaïda et le régime ba'assiste de Saddam Hussein (The Connection: How al Qaeda's Collaboration with Saddam Hussein Has Endangered America) après une hagiographie de Paul Wolfowitz (The Brain: Paul Wolfowitz and the Making of the Bush Doctrine).

## Direction
- Christopher Caldwell